# Bò Ringamåla
Bò Ringamålako là một giống bò sữa có nguy cơ tuyệt chủng của Thụy Điển. Nó được đặt tên cho làng Ringamåla ở quận Blekinge phía nam Thụy Điển, và được tìm thấy chủ yếu ở miền nam Thụy Điển. Giống bò này khá tương đồng với giống bò Đỏ và Trắng Thụy Điển trong những năm 1940, và được coi là một nguồn gen có giá trị.

## Lịch sử
Ringamålako là giống bò truyền thống của Thụy Điển. Nó được đặt tên theo småort của Ringamåla ở phía nam Thụy Điển quận Blekinge, nơi một cặp vợ chồng nuôi đã duy trì một đàn động vật khép kín trong hơn bốn mươi năm. Giống bò này được cho là tương tự như loại bò Đỏ và Trắng Thụy Điển (tiếng Thụy Điển: Svensk Röd och Vit Boskap hoặc SRB) được nuôi dưỡng vào những năm 1940. Giống như Bò Đỏ và Trắng và Đỏ Thụy Điển, nó có nguồn gốc từ các giống bò Red Pied Thụy Điển và Bò Ayrshire Thụy Điển. Số lượng bò Ringamålako được phân lập từ các giống bò sữa khác trong nhiều năm, và được coi là một nguồn gen có giá trị. Có một chương trình phục hồi và bảo tồn giống bò này. Cuốn sách về giống bò Ringamålako được thành lập vào năm 1993.
Bò Ringamålako được nhóm lại với hai giống bò nhà có nguy cơ tuyệt chủng khác, bò Väneko và bò Bohuskulla, thành một loại bò Allmogekor hoặc gần như là "bò bản địa Thụy Điển":307 Bảo tồn và đăng ký những quần thể này được quản lý bởi một tổ chức xã hội, Föreningen Allmogekon.
Trong năm 2014, tổng số lượng bò Ringamålako được báo cáo là 164.